# Guido Petropoli
Guido Petropoli (Parma, 4 agosto 1913 – Torquarié Agher, 21 giugno 1938) è stato un militare italiano, insignito della medaglia d'oro al valor militare alla memoria nel corso delle grandi operazioni di polizia coloniale nell'Africa Orientale Italiana.

## Biografia
Nacque a Parma il 4 agosto 1913, figlio di Giovanni e Maria Ada Belletti. Iscrittosi alla facoltà di giurisprudenza dell'Università di Bologna, fu arruolato nel Regio Esercito e il 16 ottobre 1933 fu ammesso a frequentare la Regia Accademia Militare di Fanteria e Cavalleria di Modena da cui uscì due anni dopo con la nomina a sottotenente dell'arma di fanteria. Ultimato il Corso di applicazione d'arma a Parma fu assegnato al 35º Reggimento fanteria e, nel febbraio 1937, venne trasferito in servizio nel Regio corpo truppe coloniali d'Eritrea, partendo per l'Africa Orientale Italiana. Assegnato al III Battaglione coloniale "Galliano" partecipò alle grandi operazioni di polizia coloniale distinguendosi in particolare modo nel ciclo operativo compreso tra il 1º e il 5 dicembre 1937 con la colonna del generale Archimede Mischi, venendo decorato con una medaglia d'argento al valor militare. Partecipò successivamente al ciclo operativo dal 1º al 21 giugno del 1938, cadendo in combattimento quel giorno stesso. Insignito della medaglia d'oro al valor militare alla memoria, nel corso del 1939 l'Università di Bologna gli conferì la laurea ad honorem.

### Annotazioni
1. ↑  Di professione militare di carriera, raggiunse il grado di generale.

### Fonti
1. 1 2 3 4 5  Combattenti Liberazione.
2. 1 2 3  Gruppo Medaglie d'Oro al Valor Militare 1965, p. 309.
3. ↑   Petropoli, Guido, Medaglia d'oro al valor militare, su quirinale.it, Quirinale. URL consultato l'11 luglio 2021.